# The Windup
The Windup ist ein Jazzalbum von Dave Ballou und dessen Band BeepHonk. Die am 27. März 2017 bei einem Konzert im Windup Space, Baltimore, entstandenen Aufnahmen erschienen 2018 auf Clean Feed Records.

## Hintergrund
Dave Ballou beschäftigte sich sowohl mit Jazz als auch mit klassischer und barocker Musik. Im Kontext seines Bandprojekts BeepHonk hat seine Arbeit ihre Koordinaten verschoben und ist vom modernen Mainstream zum Klang freier Improvisation und offener Komposition übergegangen, notierte Giuseppe Segala. In der Zeit nach 2000 hatte Ballou zahlreiche Alben für das Label SteepleChase Records veröffentlicht, die für die traditionalistische Linie des Modern Jazz stehen, allerdings verbunden mit einiger Aufmerksamkeit für einige große Experimentatoren, darunter Paul Bley, dem er eine Reihe von Alben gewidmet hat. Seit Mitte der 2010er Jahre hat er mit Solo Trumpet, veröffentlicht 2015 beim Label Clean Feed, und Quadrants for Solo Trumpet (pfMENTUM, 2017) systematisch mit abstrakter und improvisierter Musik experimentiert.
Das BeepHonk-Quartett um Ballou ist seit 2011 aktiv; bereits 2015 entstanden Studioaufnahmen, doch da die Ergebnisse jedoch nicht den Live-Auftritten entsprachen, wurden sie nicht veröffentlicht. Der Trompeter Dave Ballou und seine Band BeepHonk (mit dem Gitarristen Anthony Pirog, dem Bassisten Adam Hopkins und dem Schlagzeuger Mike Kuhl) nahmen das Album live im The Windup Space in Baltimore auf, wo der Bassist Adam Hopkins seit 2011 wöchentliche Konzerte organisierte. Auf seinem Debütalbum kombiniert das Quartett strukturelle Komponenten mit Improvisationen, notierte Glenn Astarita.

## Titelliste
- Dave Ballou & BeepHonk: The Windup (Clean Feed CF489CD)[3]

1. Fluffer Nutter (Ballou) 9:23
2. BeepHonk (Hopkins, Pirog, Ballou, Kuhl) 15:23
3. Nice Spot – Another Fool (Ballou) 26:28

## Rezeption
Nach Ansicht von Glenn Astarita, der das Album in All About Jazz rezensierte, erlaube die Verwendung von Loops und anderen Effekten  Pirog kontrapunktische Reaktionen und metallische Strukturzusätze zum akustischen Element.
Giuseppe Segala schrieb in der italienischen Ausgabe von All About Jazz, die drei langen Tracks, aus denen sich das Album zusammensetzt, zeigten ein sehr gut abgestimmtes Quartett, das bereit sei, als einzelner Organismus auf die Reize von Individuen zu reagieren, mit einer besonderen Harmonie in den Dribblings zwischen Anthony Pirogs E-Gitarre und Ballous Trompete. Letzterer offenbare seine Klasse ohne Sparsamkeit, die aus einem Ansatz besteht, der Klangpräzision und Phrasenakrobatik kombiniere: eine Abstraktion, die oft auf klaren Strichen und Kontrolle basiert, die es jedoch nicht verachtet,  in der Art von Herb Robertson spröde und raue Klänge zu erzeugen.
„Zwei Tracks entwickeln ihre Abenteuer mit Material, das von Ballou geschrieben wurde, und unterstreichen die Fähigkeit des Quartetts, an der Fragmentierung und Rekonstruktion rhythmisch-melodischer Zellen mit authentischem narrativem Schwung zu arbeiten, auch durch den bemerkenswerten Beitrag von Mike Kuhls artikuliertem Schlagzeug. Die fünfzehn Minuten von „BeepHonk“, völlig improvisiert, stammen aus einer intensiven Einführung des Kontrabasses und zeigen immer noch, wie effektiv das Training es schafft, signifikante Szenarien zu erstellen, die reich an Timbre-Stimuli, Handlungen und Abweichungen sind.“
Derek Stone schrieb im Free Jazz Blog, The Windup enthalte ebenso  wilde Stellen wie „dunstige Abschnitte der Stille und viele dazwischen“; das Album kombiniere akustische, elektrische und gelegentlich wahnsinnige Effekte (wie Pirogs Gitarreneffekte) und sei eine einzigartige Ergänzung zu Ballous Katalog und ein guter Anfang für BeepHonks Karriere. Das Album sei „eine abwechslungsreiche und faszinierende Mischung aus Improvisation, Komposition und Klanggestaltung, bei der jedes dieser Elemente genau die richtige Menge enthalte, um sicherzustellen, dass alle Arten von Hörern etwas zu schätzen wissen. Insbesondere Ballou und Pirog brächten ein endlos faszinierendes Gefühl des Abenteuers in das Geschehen ein und erkundeten nicht nur eine breite Palette melodischer Pfade, sondern (insbesondere in Pirogs Fall) auch die Grenzen dessen, was sie mit ihren jeweiligen Instrumenten tun können.“